# Nuytsia floribunda
Nuytsia floribunda ist die einzige Art der Pflanzengattung Nuytsia innerhalb der Familie der Riemenblumengewächse (Loranthaceae), die nur im Westen Australiens heimisch ist.  In seinem Heimatland Australien wird der Baum, wegen seiner farbigen Blüten als Australischer Weihnachtsbaum (Australian Christmastree) bezeichnet. Die baumförmige Pflanze lebt – ungewöhnlich für Hemiparasiten – als Wurzelparasit mit Wirt, der sich, wie die allermeisten Mistelarten, zusätzlich durch eigene Photosynthese ernährt.
Der Gattungsname Nuytsia ehrt Pieter Nuyts (1598–1655); er war ein niederländischer Forscher, der unter anderem die südaustralische Küste kartographierte.  Das Artepitheton floribunda ist aus dem Lateinischen abgeleitet und bedeutet „reich blühend“.

## Beschreibung

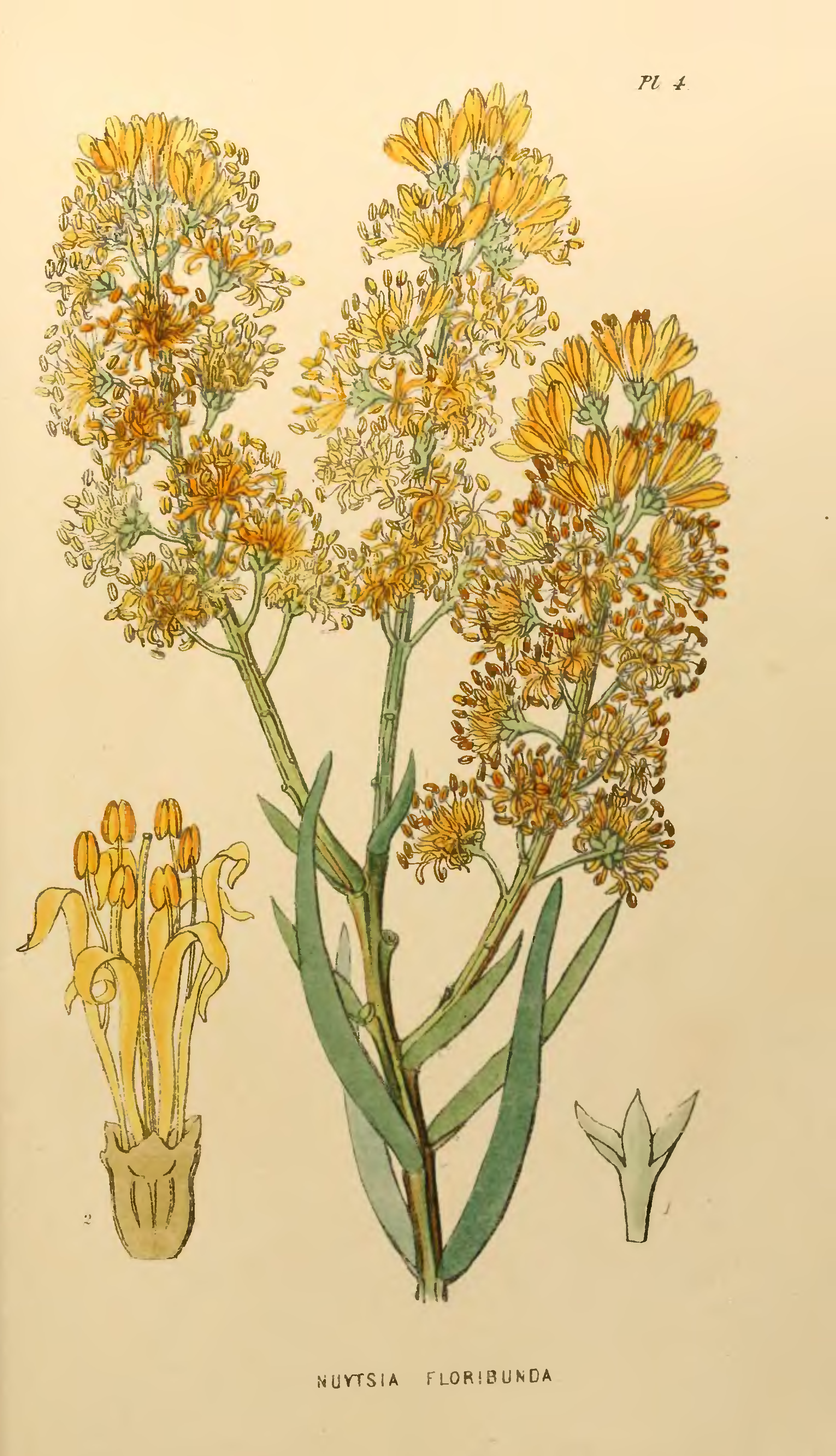
Illustration

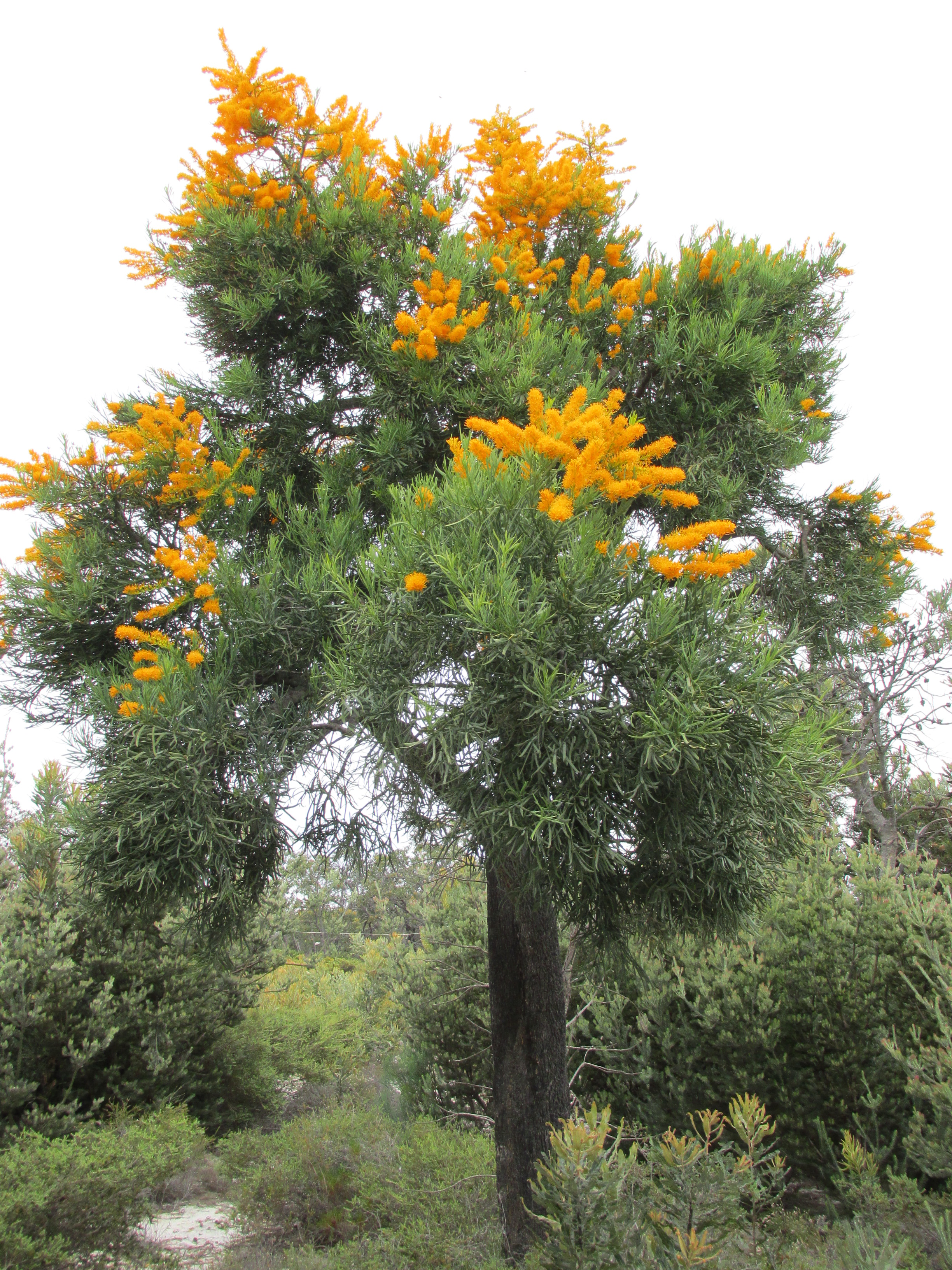
Blühender Baum

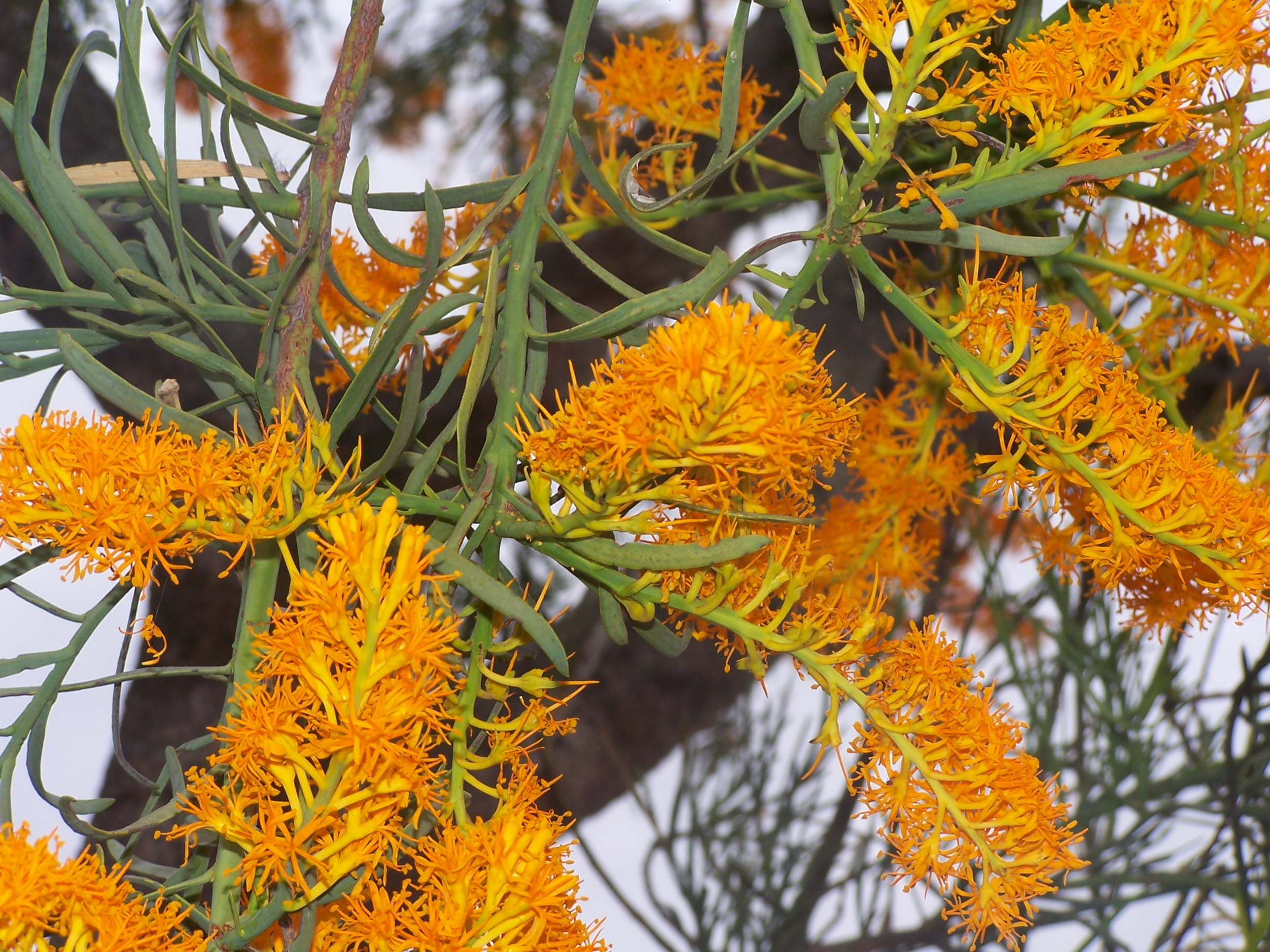
Blütenstände und Blätter

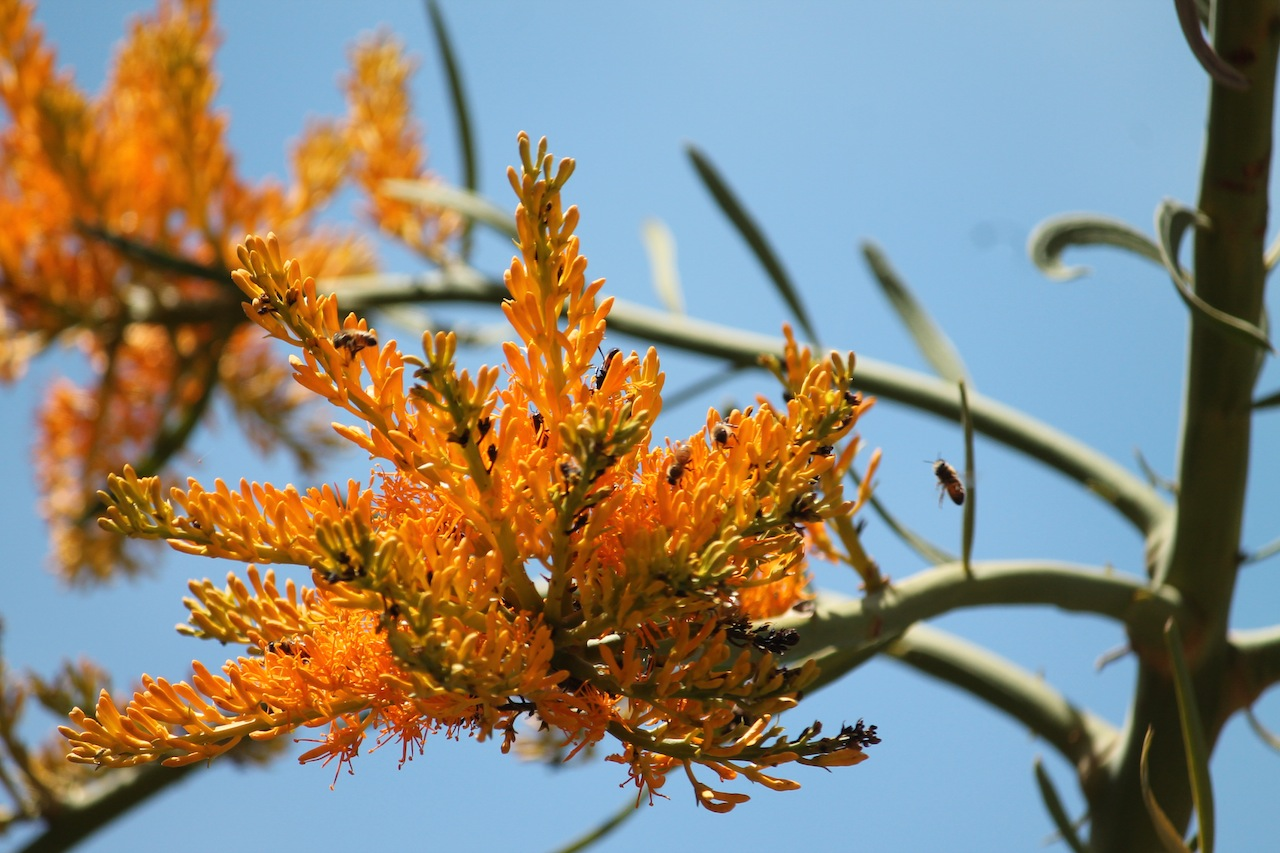
Blütenstände

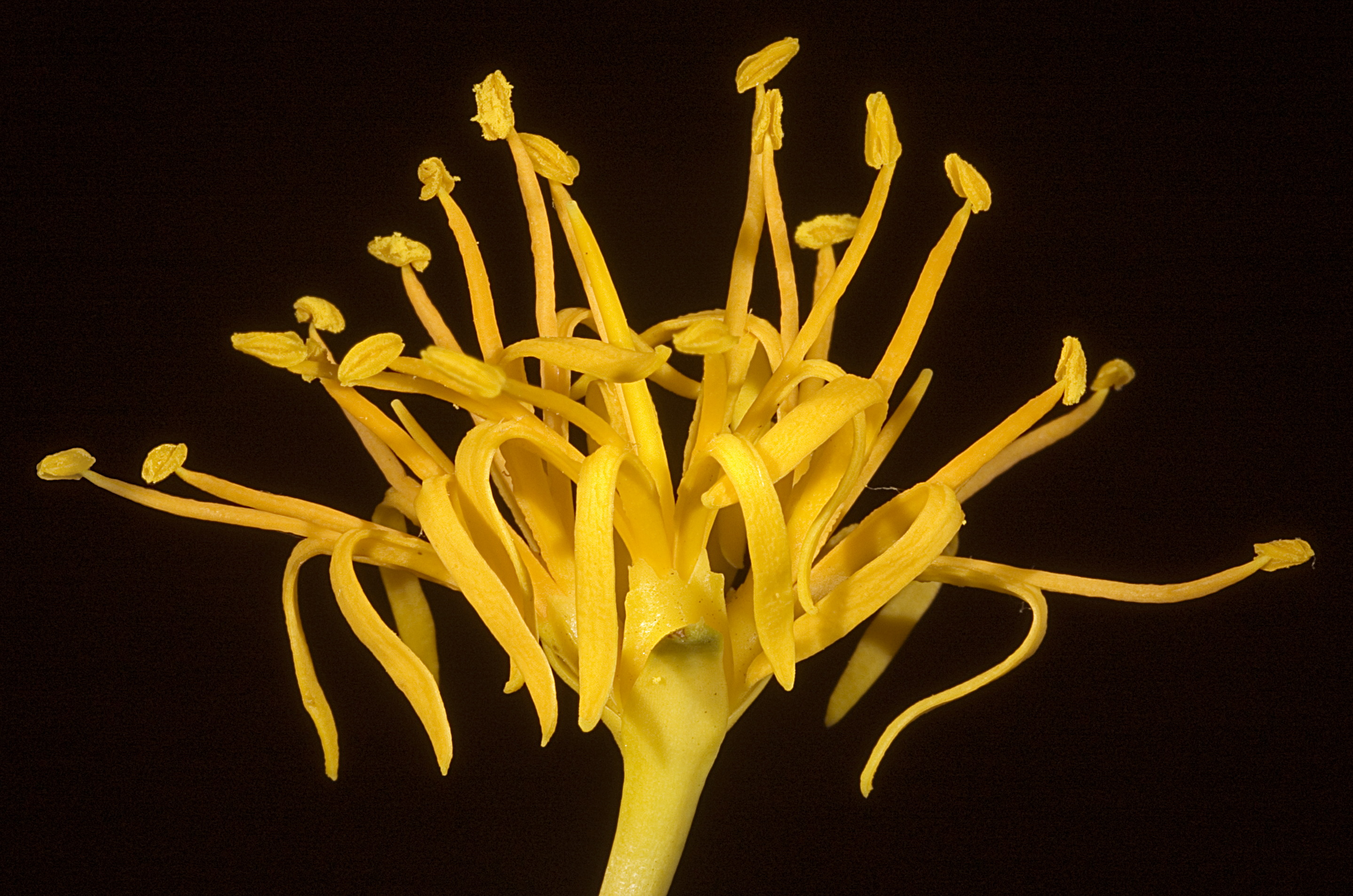
Blüte im Detail

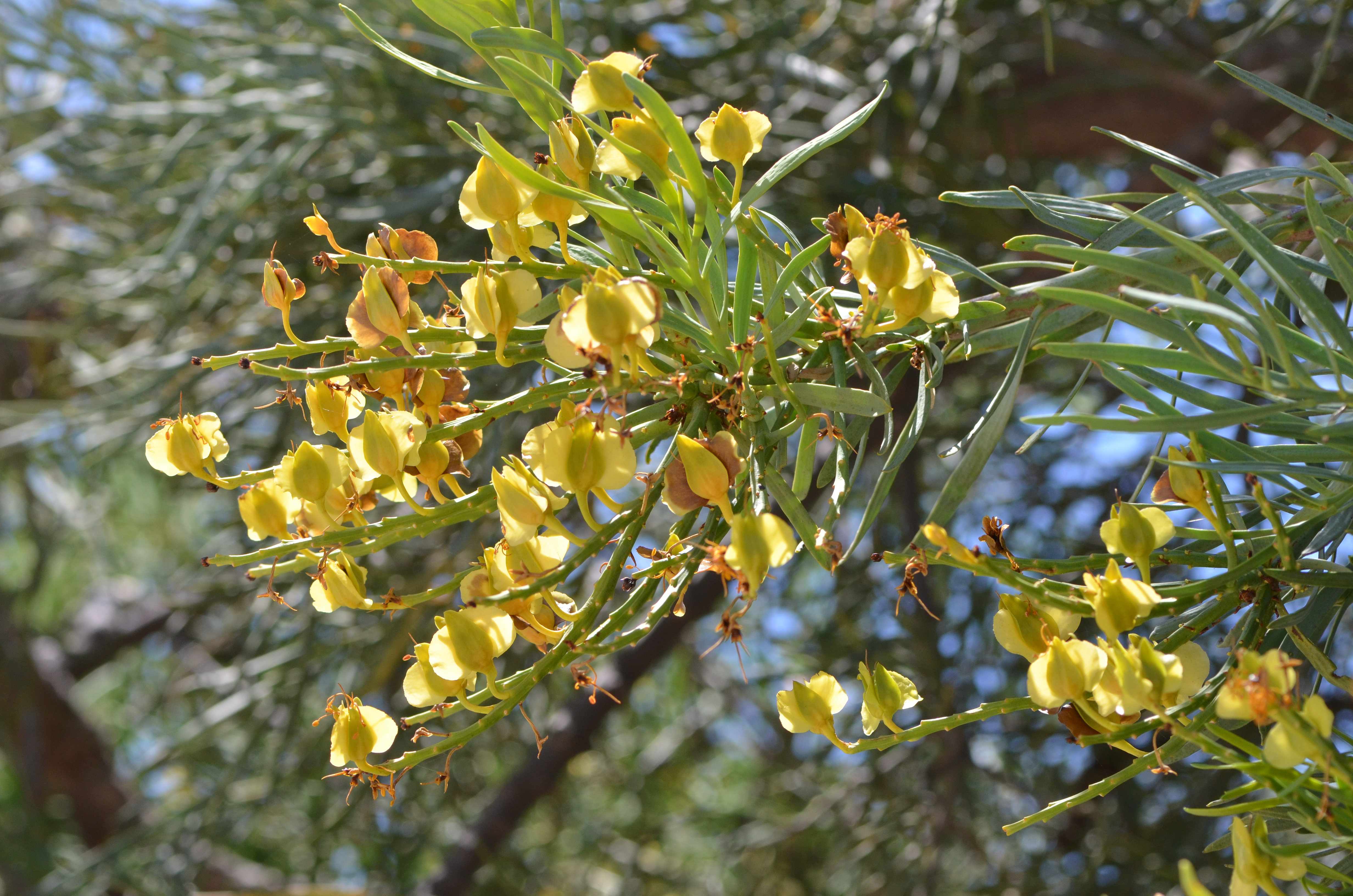
Früchte

### Erscheinungsbild und Blatt
Nuytsia floribunda wächst als immergrüner, kleiner Baum oder Strauch und erreicht Wuchshöhen bis etwa 10 Metern. Das anomale sekundäre Dickenwachstum erfolgt um ein konzentrisches Kambium. Es handelt sich um einen Halbschmarotzer an den Wurzeln der Wirtspflanzen. Nuytsia floribunda bildet haustoriale Wurzeln. Die Kontaktorgane wurden von Thomas Göbel als kneifzangenförmig bezeichnet. Sie sollen gelegentlich sogar Erdkabel durchtrennt haben. Die Borke ist rau und grau-braun.
Die Blätter sind gut entwickelt oder sind im unteren Bereich der Stämme zu Schuppen reduziert. Die wechselständig angeordneten Laubblätter sind sitzend. Die einfache, etwas fleischige oder ledrige, kahle Blattspreite ist meist linealisch oder seltener eiförmig mit spitz zulaufendem oberen Ende. Es sind keine Nebenblätter vorhanden.

### Blütenstand und Blüte
Die Blütezeit im australischen Sommer (Südhalbkugel) reicht von Oktober bis Dezember oder Januar, diese Blütezeit etwa um Weihnachten führte zum englischsprachigen Trivialnamen „Western Australian Christmas Tree“. Die Blüten von Nuytsia floribunda sind einhäusig gemischtgeschlechtig (andromonözisch). In seiten- oder endständigen verzweigten, traubigen Gesamtblütenständen stehen bis 50 gestielte, zymöse Teilblütenstände mit jeweils etwa drei Blüten, von denen jeweils die mittlere zwittrig ist und die seitlichen männlich sind. Unter jeder Blüte steht ein haltbares, herablaufendes, dreieckiges Tragblatt. Dicht unter jeder Blüte stehen zwei Deckblätter (Calyculus).
Die Blüten mit doppelter Blütenhülle sind  gestielt oder sitzend und mehr oder weniger radiärsymmetrisch. Der Blütenboden (Receptacel) ist deutlich hohl. Es ist ein freier Blütenbecher (Hypanthium) vorhanden. Der kleine, ringförmige Kelch (Calyculus) ist mit dem Blütenbecher verwachsen. Die sechs bis acht freien und halbaufrechten Kronblätter sind linealisch, bandförmig und goldgelb bis orangefarben. In funktional männlichen Blüten sind sechs bis acht freie, fertile Staubblätter vorhanden sowie ein Pistillode. Die Staubbeutel öffnen sich mit einem longitudinalen Schlitz. In zwittrigen Blüten sind drei oder vier Fruchtblätter zu einem unterständigen, einkammerigen Fruchtknoten verwachsen. Die vier bis zwölf sitzenden Samenanlagen sind nicht deutlich von der Plazenta differenziert. Der einzelne, schlanke Griffel endet in einer einfachen Narbe. Es ist ein Diskus vorhanden.

### Frucht und Samen
Die kleine, dreiflügelige Schließfrucht enthält einen Samen. Der Samen enthält reichlich ölhaltiges Endosperm. Der kantige Samen besitzt keine Samenschale (Testa), ist aber mit klebrigen Material bedeckt (Klebsamen). Der gut entwickelte Embryo besitzt zwei oder ein Keimblatt (Kotyledonen).

## Lebensweise
In den ersten Lebensjahren gedeihen Jungpflanzen in der Regel auch ohne Wirt. Danach greifen sie auf eine Reihe anderer Pflanzen zu, bei denen sie sich direkt an den Wurzeln Wasser und Nährstoffe holen. Dabei kommt eine ganze Reihe von Pflanzen in Frage, darunter Silberbaumgewächse wie Banksien, Myrtengewächse, einschließlich Pflanzen aus den Gattungen der Eukalypten, Myrtenheiden und Kunzea, sowie Grasbäume.

## Vorkommen
Nuytsia floribunda ist nur im südwestlichen Western Australia heimisch. Ihr Verbreitungsgebiet reicht vom Murchison River bis zum westlichen Ende der Großen Australischen Bucht. Sie kommt auf sandigen oder granitischen Böden in offenen Wäldern und Waldland sowie Heidelandschaften vor.

## Systematik
Die Erstbeschreibung erfolgte 1805 unter dem Namen (Basionym) Loranthus floribundus durch Jacques Julien Houtou de Labillardière in Novae Hollandiae Plantarum Specimen, 1 (11), S. 87, Tafel 113. Die Gattung Nuytsia wurde 1834 durch George Don in A General History of Dichlamydeous Plants, 3, S. 432 mit der Typusart Nuytsia floribunda (Labill.) R.Br. ex G.Don aufgestellt. Nur ein Synonym ist Nuytsia R.Br. nom. inval. da dieser Name zwar von Robert Brown in General view of the botany of the vicinity of Swan River. Journal of the Royal Geographical Society of London, 2. Auflage, Band 1, 1831, S. 17 erwähnt wird, aber keine Beschreibung erfolgte und damit ist es keine gültige Erstveröffentlichung.
Nuytsia floribunda ist die einzige Art der Gattung Nuytsia in der Tribus Nuytsieae innerhalb der Familie Loranthaceae.

## Sonstiges
- Die botanische Zeitschrift Nuytsia, herausgegeben vom Western Australian Herbarium, ist nach der Gattung Nuytsia benannt.[10]
- Dem in Western Australia heimische, indigene Volk der Noongar ist der Baum heilig, da er gemäß ihrer Überlieferungen, der Ort ist, an dem sich die Seelen Verstorbener niederlassen.[1]

## Ergänzende Literatur
- Ainsley Calladine, John S. Pate: Haustorial Structure and Functioning of the Root Hemiparastic Tree Nuytsia floribunda (Labill.) R.Br. and Water Relationships with its Hosts. In: Annals of Botany. Oxford 85, Nr. 6, 2000, S. 723–731, doi:10.1006/anbo.2000.1130 (englisch).
- Thomas Göbel: Nuytsia floribunda und Viscum album: Heilpflanzen gegen Krebs und Psychose. Betrachtung und Beurteilung zweier polarer Pflanzencharaktere und ihre Anwendungsmöglichkeiten. Freies Geistesleben, Stuttgart 2004, ISBN 3-7725-2230-0.